# Louis Vidon
Louis Vidon est un homme politique français né le 30 janvier 1856 à Bourg-Argental (Loire) et décédé le 30 mai 1925 à Sanary-sur-Mer (Var).
Industriel et fabricant de soieries, il est maire de Bourg-Argental et conseiller général. Il est député de la Loire de 1906 à 1910, inscrit au groupe de la Gauche radicale-socialiste.

## Sources
- « Louis Vidon », dans le Dictionnaire des parlementaires français (1889-1940), sous la direction de Jean Jolly, PUF, 1960 [détail de l’édition]

## lien externe
- Ressource relative à la vie publique :   - Base Sycomore